# Борко, Юрий Антонович
Ю́рий Анто́нович Борко (род. 6 февраля 1929, Ростов-на-Дону) — советский и российский экономист, специалист по европейской интеграции.
Доктор экономических наук (1984), профессор (1997). Основатель и Президент Ассоциации европейских исследований (Россия) АЕВИС с 1992 по май 2010 г., в настоящее время — Почетный президент АЕВИС. Руководитель первой в России «кафедры Жана Монне».

## Биография
Родился 6 февраля 1929 года в Ростове-на-Дону.
Окончил исторический факультет МГУ (1953). Владеет английским и французским языками.
В 1953—1962 годах учитель истории школ № 479 и № 112 г. Москвы . 
В 1962—1963 годах младший научный сотрудник ИМЭМО АН СССР.
В 1963—1970 годах работал в редакции журнала «Мировая экономика и международные отношения» в должности редактора отдела, ответственного секретаря редакции и члена редколлегии.
Кандидат экономических наук (1969), диссертация по социальной политике Европейского экономического сообщества.
В 1970—1989 годах работал в Институте научной информации по общественным наукам (ИНИОН) АН СССР, возглавлял Отдел стран Западной Европы и Северной Америки, главный научный сотрудник. 
С 1990 года работает в Институте Европы РАН. В 1993-2004 годах возглавлял Отдел европейской интеграции, в 1995—1999 годах являлся заместителем директора института по научной работе. В настоящее время — руководитель Центра документации ЕС. 

### Педагогическая деятельность
Курсы лекций по проблемам европейской интеграции и отношений Россия-ЕС (1993-2007) в МГИМО, Академии народного хозяйства, университетах Ярославля, Воронежа, Нижнего Новгорода, Екатеринбурга, Петрозаводска, Тюмени, в Европейском гуманитарном университете (Минск). Читал лекции в статусе приглашенного профессора в университетах Брюсселя и Гента. Руководил аспирантами и докторантами в ИНИОН АН СССР и ИЕ РАН, под его руководством защищено более 20 докторских и кандидатских диссертаций. 

## Семья
- Жена — Елена Борисовна Борко, урождённая ?, учитель биологии.
  - Сын — Дмитрий Юрьевич Борко (1960 г. р.) — профессиональный фотограф, журналист.
- Сын — Кирилл Юрьевич Рогов (1966 г. р.) — публицист, работал ведущим научным сотрудником Института экономической политики имени Е. Т. Гайдара.

## Награды
- Награждён медалью «За трудовое отличие», медалью ордена «За заслуги перед Отечеством» и медалью «Ветеран труда».

## Труды
Более 400 публикаций, в т.ч. 4 монографии, главы в 40 монографиях, статьи, брошюры. 
- Борко Ю.А. Диссертация на соискание ученой степени доктора экономических наук «Капиталистическая экономическая интеграция и социально-экономические процессы: опыт ЕС и буржуазные теории».
- Борко Ю.А. Западная Европа: социальные последствия капиталистической интеграции. М.: Наука, 1975;
- Борко Ю.А. Экономическая интеграция и социальное развитие в условиях капитализма. М.: Наука, 1984;
- Заглядывая в XXI век: Европейский Союз и Содружество Независимых Государств. М.: «Интердиалект+», 1998 (отв. ред., соавтор)
- Европейский Союз на пороге XXI века. Выбор стратегии развития / Под ред. Ю.А. Борко и О.В. Буториной. М.: Эдиторал УРСС, 2001. - 472 с.  ISBN 5-8360-0190-1
- Russland und die Europaeische Union: Perspektiven der Partnerschaft. Koeln, Bundesinstitut fur Ostwissenschaftliche und Internationale Studien, 1996.- 40 S.
- Russia and the EU in the 21st Century: Four Possible Scenarios of Relations. – “The Third ECSA-world Conference: The European Union in a Changing World. Bruxelles, 19-20. Septembre 1996. A selection of conference papers”. Luxembourg, Office for Official Publications of the European Communities, 1998.
- Борко Ю.А., Буторина О.В. Европа: поиск новой идентичности // Космополис, 2002, № 1.
- Борко Ю.А. Россия и Европейский Союз: текущие проблемы и перспективы сотрудничества // Европа вчера сегодня, завтра / Институт Европы РАН; редкол.: Н.П. Шмелев (пред.) и др.; отв. ред. Н.П. Шмелев. - М.: ЗАО "Издательство "Экономика", 2002. - 823 с. ISBN 5-282-02115-3 С. 355 - 388.
- Европейский Союз: справочник-путеводитель / Под ред. О.В. Буториной, Ю.А. Борко, И.Д. Иванова. 2-е изд., доп. и перераб. - М.: Издательский дом "Деловая литература", 2003. - 288 с. ISBN 5-93211-022-8
- Борко Ю.А. От Европейской идеи - к единой Европе. М.: Издательский дом "Деловая литература", 2003. - 464 с. ISBN 5-93211-026-0
- Расширение Европейского Союза и Россия / Под ред. О.В. Буториной, Ю.А. Борко. - М.: Издательский дом "Деловая литература", 2006. - 588 с. ISBN 5-93211-039-2
- Борко Ю.А., Буторина О.В. История развития Европейского Союза //Европейская интеграция: учебник / под ред. О.В.Буториной. — М.: Издательский Дом «Деловая литература», 2011. — 720 с., ил. ISBN 978-5-93211-04-92. С. 81 - 118. http://www.mgimo.ru/files2/y12_2013/244236/european_integration.pdf
- Борко Ю.А. Отношения Россия-ЕС: история и современное состояние //Европейская интеграция: учебник / под ред. О.В.Буториной. — М.: Издательский Дом «Деловая литература», 2011. — 720 с., ил. ISBN 978-5-93211-04-92. С.532 - 552.
- Борко Ю.А. Торговое и экономическое сотрудничество России и ЕС //Европейская интеграция: учебник / под ред. О.В.Буториной. — М.: Издательский Дом «Деловая литература», 2011. — 720 с., ил. ISBN 978-5-93211-04-92. С. 572 - 590
- «История развития Европейского Союза»[4] (совм. с Ольгой Буториной)
- Борко Ю.А. Свет и тени европейской интеграции // Россия в глобальной политике. 2007. Т.5, № 1. [5]
- Борко Ю.А. От ЕС-15 к ЕС-27 // «Белорусский экономический журнал», 2010, №№ 2, 3.
- Борко Ю.А. ЕС после финансово-экономического кризиса // Европейский Союз в XXI веке: время испытаний. М.: Изд-во «Весь мир», 2012, с. 35-71.
- Борко Ю.А. Россия – Евросоюз: состоялось ли стратегическое партнёрство? // «Современная Европа», 2014. № 2, с. 19-30.